# Tangwang He
Il Tangwang He (汤旺河S; in russo Танванхэ?, Tanvanchė) è un affluente sinistro del Songhua nella Cina nord-orientale. Il fiume scorre nella provincia di Heilongjiang.

## Descrizione
Il fiume ha origine nel Distretto di Tangwanghe (città-prefettura di Yichun). Attraversa 15 diversi distretti tra cui il distretto di Wuyiling, Yichun, il distretto di Nancha, la contea di Tangyuan e infine sfocia nel fiume Songhua presso la città di Tangyuan (contea di Tangyuan), a ovest di Jiamusi. La lunghezza del fiume è di 492 km.